# Continental Circus (film)
Continental Circus is een Franse documentaire film van Jérôme Laperrousaz uit 1972. 
De film beschrijft het leven van privérijders in de wegrace, voornamelijk in het seizoen 1969. De naam is afgeleid van de privérijders, die als groep het Continental Circus vormden. 
Laperrousaz was voornemens om de tegenstelling tussen de privé- en de fabrieksrijders te laten zien. Daarvoor koos hij Jack Findlay, die in het seizoen 1968 met een acht jaar oude Matchless G50 tweede in het wereldkampioenschap 500 cc was geworden. In 1969 ging Findlay echter in zee met Lino Tonti, die 500 cc Linto productieracers bouwde op basis van twee Aermacchi Ala d'Oro 250 motorblokken. Deze machines waren bijzonder onbetrouwbaar en het werd dan ook een zeer teleurstellend seizoen. In de documentaire ziet men Findlay dan ook - buiten zijn eigen Linto - met geleende Aermacchi's en met zijn oude Matchless rijden. 
Verder gaat de documentaire in op de gevaren van het racen, het leven in het rennerskwartier en het reizen. Men ziet de coureurs die zelf moeten sleutelen bij gebrek aan monteurs en hun vrouwen en vriendinnen die pitsignalen geven en rondetijden bijhouden. Jack Findlay's levensgezellin Nanou Lyonnard is min of meer de hoofdrolspeelster, die in dit seizoen tot twee keer toe de verpleging van Jack (gebroken sleutelbeen in de Grand Prix van Tsjecho-Slowakije en heupblessure in de Grand Prix-wegrace der Naties) op zich moet nemen. 
De film bevat ook de laatste rijdende beelden van Bill Ivy tijdens de TT van Assen in 1969. Ivy verongelukt tijdens de training van de volgende Grand Prix in de DDR. Jack Findlay wordt benaderd door Jawa om Ivy's Jawa 350 cc V4 te rijden, maar in de training in Grand Prix van Tsjecho-Slowakije breekt Findlay een sleutelbeen. 
De tegenstelling tussen de rijke fabrieksrijder Agostini en de privérijder Findlay wordt op verschillende manieren duidelijk gemaakt; op het startveld waar Agostini omringd wordt door drie monteurs terwijl Nanou Findlay's ruitje nog even oppoetst en Agostini die met een Porsche naar het circuit komt terwijl Jack en Nanou met een oude Bedford CA reizen. 
De film toont ook de saamhorigheid of zelfs familiesfeer als Nanou de andere vrouwen meeneemt naar Borough cemetery in Douglas op het eiland Man om daar de graven van overleden coureurs te verzorgen en bloemen te leggen. 